# Mittenothamnium langsdorffii
Mittenothamnium langsdorffii är en bladmossart som beskrevs av Jules Cardot 1913. Mittenothamnium langsdorffii ingår i släktet Mittenothamnium och familjen Hypnaceae. Inga underarter finns listade i Catalogue of Life.